# Kos, Kolašin
Kos este un sat din comuna Kolašin, Muntenegru. Conform datelor de la recensământul din 2003, localitatea are 30 de locuitori (la recensământul din 1991 erau 49 de locuitori).

## Demografie
În satul Kos locuiesc 28 de persoane adulte, iar vârsta medie a populației este de 53,3 de ani (52,4 la bărbați și 54,4 la femei). În localitate sunt 11 gospodării, iar numărul mediu de membri în gospodărie este de 2,73.
|  |

| Demografie | Demografie | Demografie |
| An         | Locuitori  | Locuitori  |
| ---------- | ---------- | ---------- |
|            |            |            |
|            |            |            |
|            |            |            |
|            |            |            |
| 1948       | 172        |            |
| 1953       | 150        |            |
| 1961       | 146        |            |
| 1971       | 211        |            |
| 1981       | 94         |            |
| 1991       | 49         | 49         |
| 2003       | 30         | 30         |

| \| Componența etnică conform recensământului din 2003[2] \| Componența etnică conform recensământului din 2003[2] \| Componența etnică conform recensământului din 2003[2] \| Componența etnică conform recensământului din 2003[2] \| Componența etnică conform recensământului din 2003[2] \| \| ----------------------------------------------------- \| ----------------------------------------------------- \| ----------------------------------------------------- \| ----------------------------------------------------- \| ----------------------------------------------------- \| \| \| \| \| \| \| \| Muntenegreni \| Muntenegreni \| \| 21 \| 70% \| \| Sârbi \| Sârbi \| \| 8 \| 26,66% \| \| Iugoslavi \| Iugoslavi \| \| 1 \| 3,33% \| \| necunoscută \| necunoscută \| \| 0 \| 0% \| |              |  |    |        |
| Componența etnică conform recensământului din 2003 |              |  |    |        |
| |              |  |    |        |
| Muntenegreni | Muntenegreni |  | 21 | 70%    |
| Sârbi | Sârbi        |  | 8  | 26,66% |
| Iugoslavi | Iugoslavi    |  | 1  | 3,33%  |
| necunoscută | necunoscută  |  | 0  | 0%     |